# خرگوش یون‌نان
خرگوش یون‌نان (نام علمی: Lepus comus) نام یک گونه از سرده خرگوش صحرایی است. این گونه بوم‌زاد جمهوری خلق چین است اما یک گزارش مشکوک مبنی بر دیده شدن آن در سال ۲۰۰۰ میلادی در کشور میانمار در دست است.